# Ian Abercrombie
Ian Abercrombie (Essex, Inglaterra, Reino Unido, 11 de septiembre de 1934 - Hollywood, California, Estados Unidos, 26 de enero de 2012) fue un actor inglés, conocido sobre todo por haber interpretado a Alfred Pennyworth en Aves de presa. Además, interpretó al exigente jefe de Elaine Benes, Justin Pitt, durante la sexta temporada de Seinfeld, y más tarde al mayordomo de Ian Hainsworth en Desperate Housewives.

## Vida y carrera
Abercrombie comenzó su carrera teatral durante los bombardeos en la Segunda Guerra Mundial. Después de varios años de trabajo en las tablas, donde obtuvo diversas medallas de bronce, plata y oro en danza escénica, se presentó en Londres, Escocia, Holanda e Irlanda. Se mudó a Estados Unidos a los 17 años, realizando su debut allí en 1955 en una producción de Stalag 17 con Jason Robards y Jules Munshin. Varias obras teatrales le siguieron en el Summer stock, regional y fuera de Broadway, seguido de una gran variedad de ofertas teatrales, desde revistas hasta Shakespeare (durante un período de bajas ofertas laborales, trabajó como asistente de un mago por 10 dólares).
En 1957 fue reclutado por el ejército y enviado a Alemania como parte de los Servicios Especiales, donde dirigió el estreno continental de Separate Tables. Ya en Estados Unidos, se fue a California para una audición sin resultados, pero comenzó una larga carrera en películas y televisión. Recibió premios[cita requerida] por su trabajo en Sweet Prince con Keir Dullea; Teeth N'smiles, A Doll's House con Linda Purl y The Arcata Promise, junto a Anthony Hopkins. Fue aclamado por el unipersonal Jean Cocteau - A Mirror Image.
Compartió dos roles con el actor Clive Revill. Revill fue Alfred Pennyworth en los primeros episodios de Batman (1992), un papel que Abercrombie interpretó en la serie de televisión Aves de presa (2002). Revill también fue el primer actor en interpretar a Palpatine en Star Wars: Episode V - The Empire Strikes Back (1980). Abercrombie interpretó al personaje en la serie animada Clone Wars y en el cine, siendo el segundo actor llamado Ian en retratar a Palpatine: el primero fue Ian McDiarmid que lo interpretó en cinco de las seis películas de Star Wars, así como también en Lego Star Wars: The Video Game y Star Wars Battlefront: Elite Squadron.
Abercrombie también fue conocido por el papel de Wiseman en la película de culto Army of Darkness (1993). Fue artista invitado en series de televisión como Seinfeld, The Nanny, Wizards of Waverly Place, Airwolf, Babylon 5 y NewsRadio; además, interpretó el papel del malvado canciller Palpatine en la película Star Wars: The Clone Wars (2008), repitiendo el mismo papel en la adaptación para la televisión y los dos spin-off para videojuego: Star Wars: The Clone Wars: Republic Heroes and Star Wars: The Clone Wars: Lightsaber Duels. 
También interpretó a Ambrosio en la nominada al Óscar 'Rango, y a Ganthet en Green Lantern: The Animated Series, finalizando su carrera en el último episodio de la serie de Cartoon Network antes de su muerte.

## Fallecimiento
Abercrombie falleció en Hollywood, California el 26 de enero de 2012, de 77 años, de una falla renal. Le sobrevivió su esposa, Gladys.

## Filmografía
- Young Frankenstein (1974).
- The Prisoner of Zenda (1977).
- La isla de la fantasía (1977).
- Battlestar Galactica (1978).
- Sextette (1978).
- Journey's End (1983).
- The Ice Pirates (1984).
- Kicks (1985).
- Firewalker (1986).
- Last Resort (1986).
- Warlock (1988).
- Catacombs (1988).
- Zandalee (1991).
- Puppet Master III (1992).
- Twin Peaks (1992).
- The Public Eye (1992).
- Army of Darkness (1993).
- Addams Family Values (1993).
- Clean Slate (1994).
- Babylon 5 (1994).
- Days of our Lives (1997–2002).
- The Lost World: Jurassic Park (1997).
- MouseHunt (1997).
- Jack Frost 2: Revenge of the Mutant Killer Snowman (2000).
- Birds of Prey (2002) (como Alfred Pennyworth).
- Inland Empire (2006).
- Garfield 2: A Tail of Two Kitties (2006).
- Wizards of Waverly Place (2007–2012) (como el profesor Crumbs; rol recurrente).
- Star Wars: The Clone Wars (2008).
- The Next Train Home (2011).
- Rango (2011).